# Der Plan
Der Plan, voorheen Weltaufstandsplan was een Duitse elektronische band uit de NDW-periode. De band werd in 1979 opgericht door Moritz Reichelt alias Moritz R®, Kai Horn en Frank Fenstermacher.

## Carrière
Kai Horn trok zich reeds voor aanvang van de eerste opnamen terug. Samen met Chrislo Haas en Robert Görl (beide DAF) werd een eerste single opgenomen. De opnamen ontstonden tijdens een jamsessie in de oefenkelder en werden met een cassette-dicteermachine op de band gezet. Samenvattingen daarvan werden in 1979 als ep gepubliceerd en in een oplage van 1500 exemplaren met eigen regie uitgebracht. Dit was het startsein voor het eigen label Warning Records, dat later werd gewijzigd in Ata Tak. Deze eerste opnamen herinnerden aan de beginfase van de Amerikaanse formatie Chrome. Iets later kwam Kurt Dahlke alias Pyrolator (ook DAF) de formatie versterken. Onder zijn invloed begon de band beduidend muzikaler en minder experimenteel te worden. Het in 1980 gepubliceerde debuutalbum Geri Reig was echter nog vrij experimenteel. Hierin waren invloeden van bands als The Residents en Kraftwerk duidelijk herkenbaar. Aan het eind van de jaren 1980 werd de single Da vorne steht 'ne Ampel uitgebracht.
Daarmee betrad de band muzikaal een weg, die ze later als elektronische schlager betitelden. Daadwerkelijk werd de single een van de eerste hits van de NDW. De groep kreeg nu contractaanbiedingen van grote platenlabels. Men besloot echter om onafhankelijk te blijven en gingen een samenwerking aan met het label Teldec, die de single nogmaals uitbracht. In 1981 volgde de lp Normalette Surprise, waarop de band meerdere elektronische schlagers presenteerde en daarmee hun eigen stijl kenmerkten. In 1982 contracteerde regisseur Rainer Kirberg de band voor zijn film Die letzte Rache. Der Plan schreef niet alleen de soundtrack voor de film, Moritz R® vormde de surrealistische, deels aan de film Das Cabinet des Dr. Caligari herinnerende decors, terwijl Frank Fenstermacher een kleine rol als acteur had. De film werd door het ZDF in het kader van het Kleines Fernsehspiel uitgezonden en kreeg gemengde kritieken. De muziek was duidelijk meer experimenteel als de voorafgaande werken.
In 1984 bracht de band twee verdere singles uit. Gummitwist werd niet de verwachte hit, maar desondanks kreeg de band daarmee een uitnodiging voor het muziekprogramma Formel Eins. Kort daarop volgde de dubbelsingle Golden Cheapos, waarop zich drie instrumentale nummers bevinden en de omwenteling van de band naar een muzikale richting aanduidden, die later als easy-listening-revival resp. lounge bekend werd. Er volgde een succesvolle tournee door Japan, die op video werd vastgelegd. Speciaal voor de Japanse markt werd onder de naam JaPlan een lp met enkele in Duitsland niet gepubliceerde nummers uitgebracht en in 2002 als cd opnieuw gepubliceerd.
In Duitsland verscheen in 1985 de compilatie-lp Fette Jahre, die bestaat uit singlenummers, outtakes en nieuwe opnamen van bekende stukken. De zelfironische cover daarvoor toont de band verkleed als daklozen in het park. Nieuw materiaal verscheen in 1987 met Es ist eine Fremde und Seltsame Welt. De titel komt uit de film Blue Velvet van regisseur David Lynch. Opvallend is de geheel in zwart gelaten cover van de lp. De op dit album vertegenwoordigde song 1 Mann 1 Ball werd iets later door Norbert Hähnel gecoverd. Met de opkomst van de cd besloot de band een Best Of-publicatie als cd op de markt te brengen, die in 1988 onder de titel Perlen verscheen.
Label- en distributiewerken hadden reeds vroegtijdig de concentratie van de band op de muziek beïnvloed. Als reactie op verschillende opvattingen over artistieke prioriteiten verliet Moritz R® Ata Tak en vertrok naar Hamburg. Sindsdien was Der Plan geen fulltimeproject meer, maar troffen de leden zich bij wijlen voor sporadische activiteiten. In 1989 verscheen het nummer Die Peitsche des Lebens, die hier en daar iets somberder oogde als de voorgaande werken. In 1993 volgde het album Live At The Tiki Ballroom…, welke eerste editie een mini-cd bevatte met techno-versies van enige Plan-nummers. Daarna viel de formatie uit elkaar.
Moritz R® legde zich nu meer toe op het schilderen en verwerkte zijn ervaringen met Der Plan in het boek Der Plan – Glanz und Elend der Neuen Deutsche Welle. Pyrolator en Frank Fenstermacher richtten later de Trance-formatie A Certain Frank op en werken sinds 2002 mee met Fehlfarben. In 2003 werd Der Plan 2.0 in Berlijn heropgericht door Moritz R®, Achim Treu en JJ Jones. In 2004 volgde het album Die Verschwörung. Bij de party's ter gelegenheid van de 50e verjaardag van Andreas Dorau in Hamburg en Berlijn in januari 2014 speelde Der Plan voor de eerste keer sinds 22 jaar weer in de oorspronkelijke formatie Moritz R®/ Pyrolator/ Fenstermacher telkens een kort optreden. In mei 2017 verscheen de single Lass die Katze stehn uit het album Unkapitulierbar, dat zou verschijnen in juni 2017.

## Discografie
- 1979: Der Plan (ep)
- 1980: Geri Reig (lp/cd)
- 1980: Da Vorne Steht ’Ne Ampel (single)
- 1981: Normalette Surprise (lp/cd)
- 1982: Arbeit Liebe Brot Einfachheit Tod (single, toevoeging bij de Sampler Fix Planet)
- 1982: Die Letzte Rache (lp/cd)
- 1984: Gummitwist (single/maxi)
- 1984: Golden Cheapos (single)
- 1984: Japlan (lp/cd Japanse publicatie)
- 1985: Fette Jahre (lp)
- 1987: Es ist eine Fremde und seltsame Welt (lp)
- 1988: Perlen (Best-Of-cd)
- 1991: Die Peitsche des Lebens (lp/cd)
- 1993: Live at the Tiki Ballroom of the Senior Maoris Recreation Center in Maketu, Bay of Plenty, New Zealand (cd)
- 1993: Pocket (Mini-cd, toevoeging bij de live-cd)
- 2004: Die Verschwörung (lp/cd)
- 2016: Deutschland, bleiche Mutter (single)
- 2016: Gefährliche Clowns (single, beperkte editie)